# Charles Eugene Fuller
Charles Eugene Fuller, född 31 mars 1849 i Boone County i Illinois, död 25 juni 1926 i Rochester i Minnesota, var en amerikansk politiker (republikan). Han var ledamot av USA:s representanthus 1903–1913 och på nytt från 1915 fram till sin död.
Fuller tillträdde 1903 som kongressledamot och efterträddes 1913 av William H. Hinebaugh. Fuller tillträdde två år senare på nytt som kongressledamot. Han avled i ämbetet och gravsattes på Belvidere Cemetery i Belvidere i Illinois.